# Вајола (Њујорк)
Вајола (енгл. Viola) насељено је место без административног статуса у америчкој савезној држави Њујорк.

## Демографија
По попису из 2010. године број становника је 6.868, што је 937 (15,8%) становника више него 2000. године.
| Група             | 2000.         | 2010.         |
| Белци             | 5.678 (95,7%) | 6.444 (93,8%) |
| Афроамериканци    | 19 (0,3%)     | 101 (1,5%)    |
| Азијати           | 40 (0,7%)     | 40 (0,6%)     |
| Хиспаноамериканци | 155 (2,6%)    | 258 (3,8%)    |
| Укупно            | 5.931         | 6.868         |